# Ferromanganèse
Le ferromanganèse est un ferroalliage à forte teneur de manganèse (teneur : 65 à 90 % de manganèse, en poids). 
Les fontes de manganèse (ou « fonte lamelleuse ») d'une teneur entre 6 et 25 % sont appelées spiegeleisen (fer miroir). Elles sont généralement obtenues au haut fourneau.

## Le ferromanganèse dans la nature
Le sous-sol contient des concentrations naturelles localement importantes de ferromanganèse, ainsi que quelques lœss et paléosols (comme à Saint-Pierre-lès-Elbeuf) en Seine-Maritime ou à Savy (Aisne, France) , mais c'est surtout sur le plancher océanique qu'il est abondant et facilement accessible. 
La concentration de l’eau de mer en métalloïdes et métaux lourds est naturellement extrêmement basse (moins de 10−9 g/g en général), mais ces éléments peuvent être très présents dans les argiles pélagiques et plus encore dans les dépôts et nodules de ferromanganèse qui se sont formés sur le plancher océanique (teneurs de plusieurs ordres de grandeur que celles mesurées dans l’eau). Ce contraste reflète la faible solubilité des métaux lourds dans l'eau de mer et leur séquestration efficace hors du milieu aquatique par divers processus abiotiques ou biotiques. 
On a cherché dès les années 1960 à étudier leur formation et composition (teneur en ETM et en autres éléments-traces) par divers procédés chimiques et analytiques
Plusieurs processus d’accrétion semblent conjointement ou non à l’œuvre. Au moins 3 processus sont supposés actif, qu’on cherche à modéliser :
1. le premier fait intervenir l'hydrogène, avec une précipitation directe ou une accumulation d'oxydes métalliques colloïdaux à partir de l'eau de mer ;
2. le second serait un processus de diagenèse oxique impliquant une variété de processus d'accrétion du ferromanganèse dans des sédiments oxiques ;
3. Enfin un processus de diagenèse suboxique pourrait résulter de la réduction du Mn+4 par oxydation  de la matière organique présente dans le sédiment.

Les données géochimiques disponibles suggèrent que ces 3 processus se déroulent tantôt conjointement, tantôt séparément, avec alors une composition différente des nodules. Selon Dymond et al. en 1984 : au moins un quatrième processus devrait exister, car les 3 premiers ne peuvent expliquer l’ensemble des variations de teneurs en élément constatées dans les nodules.
On a aussi constaté des différences de teneur en métaux ou minéraux rares (ex. : phillipsite) dans ces nodules, et notamment selon la profondeur selon que ces nodules aient été trouvés à 3000-3500 m ou moins profonds. 
Ces différences pourraient provenir de facteurs minéralogiques ou au transport particulaire de terres rares vers l'océan profond  ; il semble que les nodules les plus riches en éléments rares soient trouvés dans les sédiments les plus appauvris en ces mêmes éléments et vice-versa.
Les analyses isotopiques et le traçage isotopique ont permis de mieux comprendre la cinétique des métaux et le processus de formation des nodules dans la mer et le comportement du néodyme de métaux lourds dans l'environnement marin (certains éléments provenant d’une phase détritique du substrat ou sédiment et d’autres venant directement de l’eau de mer). 
À l’occasion de ces études « différences importantes » ont été trouvées entre les océans (Atlantique, Indien et Pacifique) . 
Certains de ces nodules de ferromanganèse sont aussi fortement enrichis en cobalt ; Plusieurs hypothèses ont été proposées pour expliquer cet enrichissement (qui est aussi constaté dans d’autres types de substrats contenant du manganèse).

## Méthodes de production

Évolution de la production de ferromanganèse, par procédé.

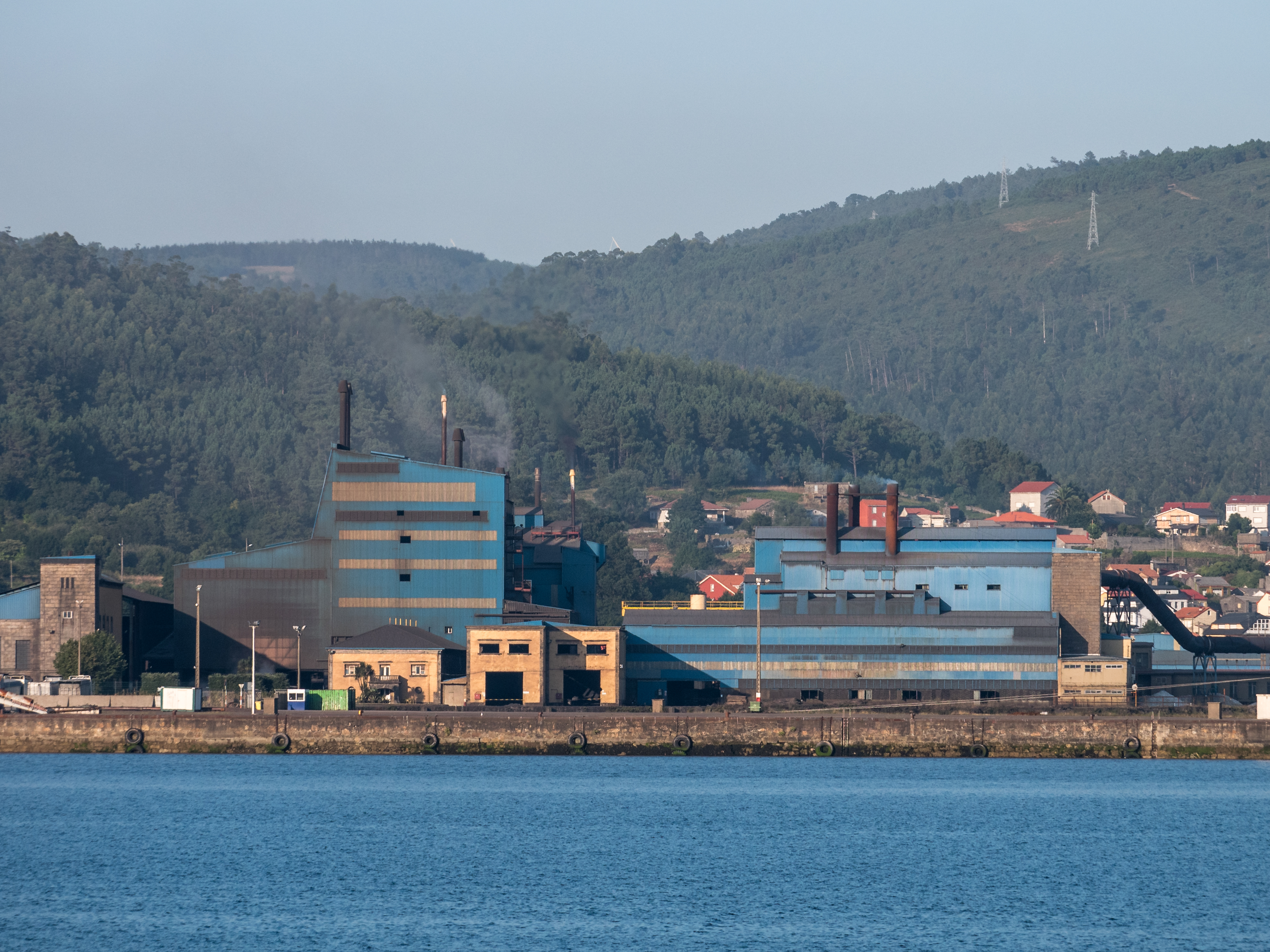
Usine de ferromanganèse à Brens (Cee), Espagne

Deux méthodes industrielles coexistent : en haut fourneau (en cours d'abandon), ou au four électrique.

### Production au haut fourneau
Le procédé au haut fourneau, qui représentait 30 % de la production mondiale de manganèse en 1996, est en voie de disparition : en 2004, les hauts fourneaux produisaient un peu plus de 17 % du ferromanganèse ; en 2008, 13 %. La métallurgie du manganèse s'apparente à celle du fer, bien que la réduction de l’Oxyde de manganèse(II) MnO, stable au-dessus de 1 200 °C, par le monoxyde de carbone CO, est plus difficile que celle de l’oxyde de fer(II) FeO. Contrairement le MnO est réduit par le carbone par une réaction de réduction directe au-delà de 1 310 °C. La présence de fer présent dans le minerai entraine la formation d'un carbure mixte fer - manganèse. De cette filière sont issus :
- le ferromanganèse carburé. 
Historiquement le premier à être produit, il est au manganèse ce que la fonte est au fer. Au XIXe siècle, la teneur en manganèse de cette fonte ne dépassait pas 8 %. Tous les ferromanganèses contenant moins de 25 % de manganèse sont ferromagnétiques et appelés « spiegeleisen » (fer miroir) car la fonte obtenue a une cassure brillante[note 1]. Les ferromanganèses carburés contenant plus de 25 % de manganèse sont très oxydables, paramagnétiques et ne sont pas des spiegeleisens[13]. Actuellement, on commercialise des ferromanganèses carburés dont la composition est Mn 76-80 %, Fe 12-15 %, C < 7,5 %, Si < 1,2 % ;
- le ferromanganèse à moyen carbone. 
Produit le plus souvent par affinage au convertisseur à l'oxygène du ferromanganèse carburé. Il contient de 1 à 1,5 % de C.

### Production au four électrique
La production au four électrique représentait 70 % de la production de manganèse en 1996). Le ferromanganèse y est obtenu en chauffant un mélange d'oxyde de manganèse MnO2 et d'oxyde de fer(III) Fe2O3, avec du carbone. Cette filière permet l'obtention :
- du silicomanganèse, issu généralement fours électriques. Sa composition est Mn 65-68 %, Si 16-21 %, C 1,5-2 % ;
- du ferromanganèse à bas carbone, essentiellement produit à partir de silicomanganèse. Sa composition moyenne est Mn 80-90 %, carbone 0,1-1,5 %.

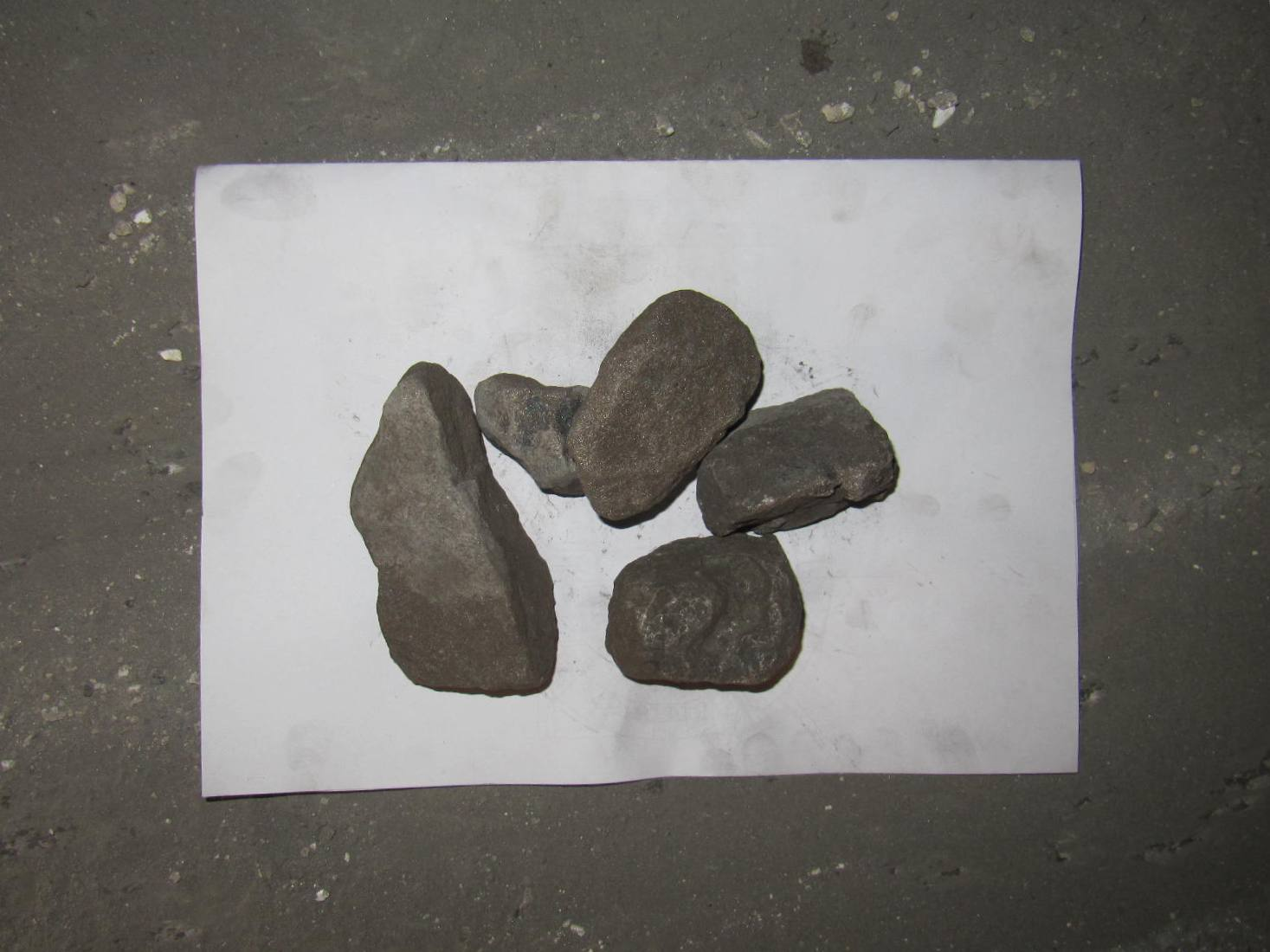
Ferromanganèse carburé (C < 7,5 %).
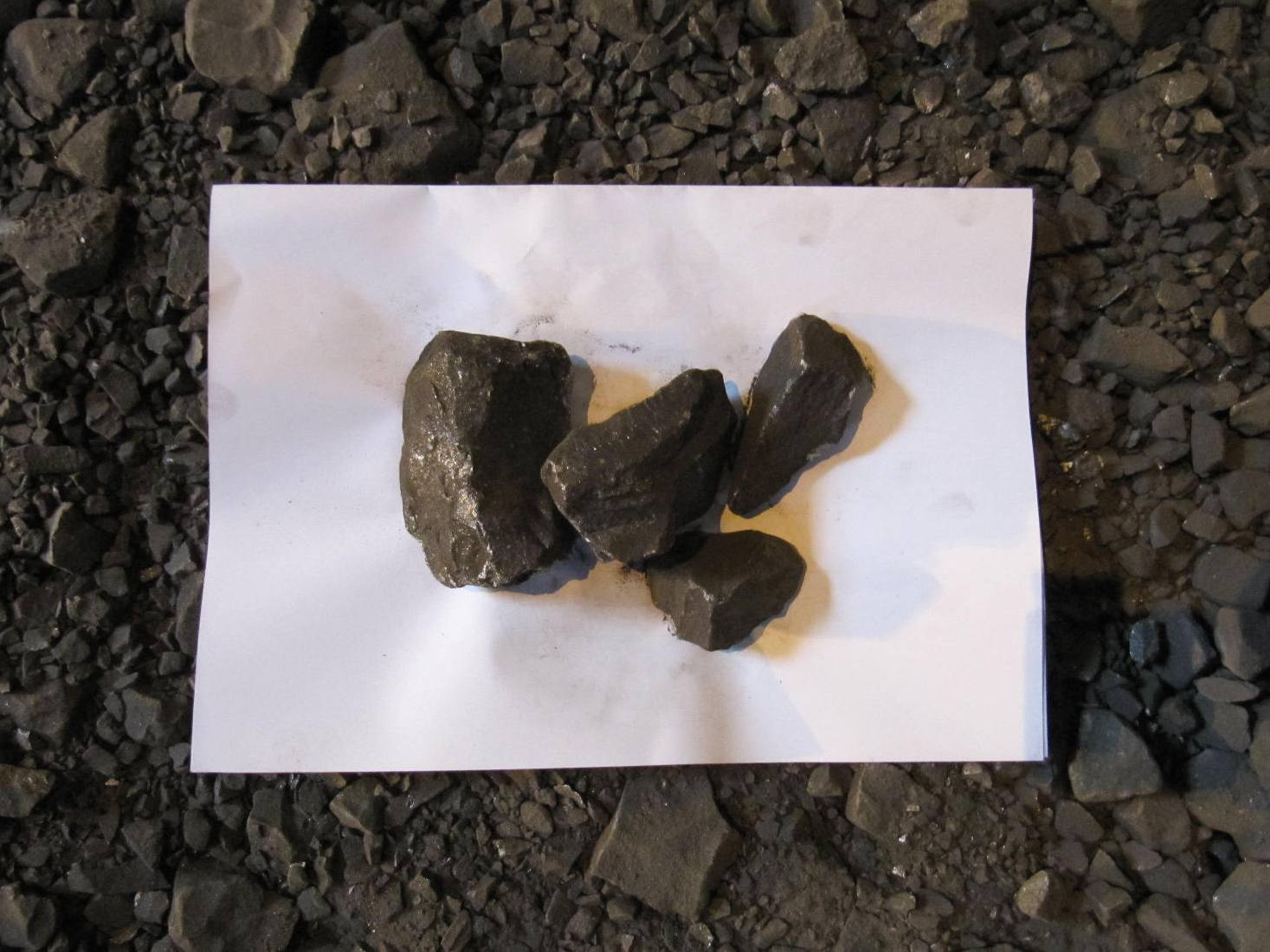
Ferromanganèse affiné (1 à 1,5 % de C).
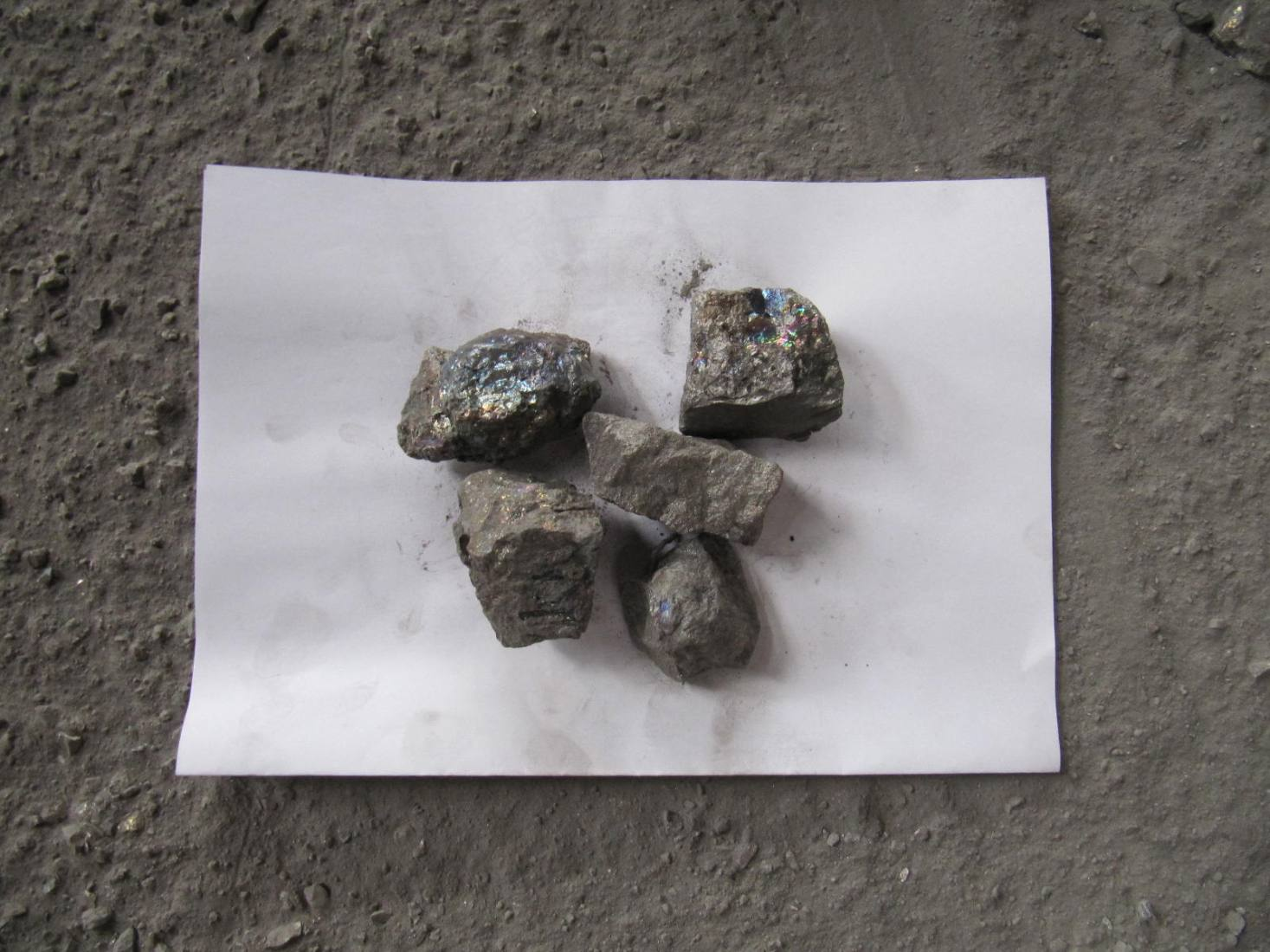
Ferromanganèse métal, à basse teneur en carbone.
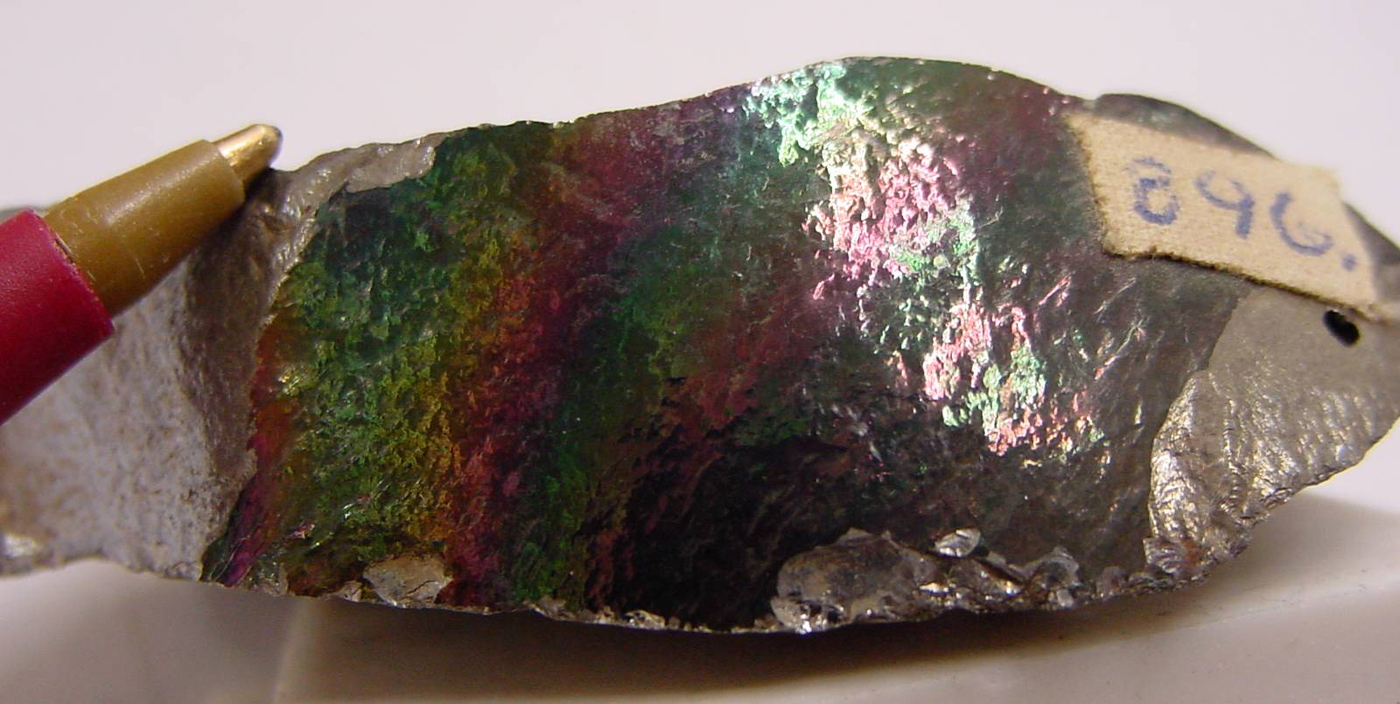
Spiegeleisen.

## Histoire
Le manganèse n'est pas rare dans le substrat rocheux. Il est donc probable qu'il ait été accidentellement utilisé ou découvert par hasard assez tôt (dès l'antiquité, en tant que pigment colorant le verre ou la céramique) et à plusieurs reprises dans le monde et dans l'Histoire de la métallurgie. 
Par exemple, 
- Durant l'âge du fer, présent dans certains minerais de fer, il permet de produire un acier naturel[14] utilisé pour des armes et outils plus résistants que le bronze ;
- à Sainte-Bénigne, « dans une carrière d'argile, à Lavigne Benaud, M. Barthélémy a fouillé une fosse comblée de terre noire qui a révélé un foyer avec tessons. Il s'y trouvait des nodules de ferro-manganèse de 1 dm3 en moyenne »[15], mais on ignore dans ce cas le sens de la présence de ce ferro-manganèse.

Faute de savoir utiliser le ferromanganèse, au XVIIIe siècle, la France importe encore un tiers de sa consommation d'acier et peine à imiter les aciers anglais.
Parmi les nombreux brevets déposés pour la fabrication du ferromanganèse, on peut citer :
- le brevet de Henry Bessemer, qui a inventé un composé triple de fer-manganèse-silicium destiné à l'affinage au convertisseur, contenant jusqu'à 60 % de manganèse mais très couteux[1] ;
- les brevets de MW Henderson de Glasgow déposés de 1860 à 1869, nécessitant un « four Siemen » et permettant de produire un ferroalliage de 20 à 30 % de manganèse, avec une production de 15 quintaux de ferro-manganèse par 24 h par un seul ouvrier[1].

### Usages sidérurgiques
De nombreux documents anciens attestent de son utilisation ancienne sous forme de carbure de manganèse ou d'oxyde de manganèse utilisés pour produire un alliage fer-manganèse (car son minerai est très difficile à réduire) comme améliorateur du fer et de l'acier. Sa nature chimique et métallique est comprise en 1774 mais jusqu'en 1815 son rôle exact reste mal compris et la production des aciers de qualité stagne.
Lors de la révolution industrielle, le manganèse devient indispensable à la sidérurgie comme élément d'alliage de la fonte. À partir de 1850, sa demande augmente fortement car les aciers de qualité et peu coûteux deviennent indispensables à la construction de voies ferrées notamment. L'acier est alors produit par puddlage de fontes manganesées. 
Il est très couramment utilisé depuis le dépôt d'un brevet pour son utilisation dans la fabrication d'acier fondu (brevet déposé par Josiah Marshall Heath en 1839 et il le sera dans le procédé Bessemer puis le procédé Siemen-Martin et les méthodes qui suivront. 
Pourtant 30 ans plus tard (en 1870) selon Bruylant-Christophe, ingénieur civil à Londres, si son utilité n'est discutée par aucun industriel, la nature des améliorations qu'il apporte est encore mal comprise ; la plupart des métallurgistes de l'époque pensent qu'ajouté au fer malléable ou à l'acier fondu, il en améliore la ductilité et l'élasticité, alors que d'autres pensent au contraire qu'il le durcit en donnant « des fers durs et doués d'une grande force de cohérence » en éliminant du fer l'excès d'oxygène et de silicium pour le faire passer dans la scorie. 
Bruylant notait qu'il est d'ailleurs parfois inutile de l'ajouter, car il  peut être spontanément présent dans le minerai de fer : à son époque « la fonte crue ordinaire produite dans les fourneaux à vent de Suède, d'Autriche et de maint autre pays,contient de 1 à 3 % de manganèse. La présence de celui-ci est due à une faible quantité de manganèse contenu dans les minerais de fer spathique de ces pays, et c'est simplement la quantité de silice qui se trouve dans la scorie qui détermine la proportion du manganèse réduit et entrainé dans le métal ». Ce taux atteint 7  à 11 % de manganèse dans le spiegeleisen du district de Siegen (Prusse Rhénane) ajoute-t-il, grâce au minerai de fer de la « Montagne d'acier » de Müsen.
On sait aujourd'hui qu'ajouté à la fonte brute en fusion, le manganèse élimine le soufre, qui est un élément fragilisant, en se combinant avec lui pour former du sulfure de manganèse (MnS). Cette désulfuration produit un précipité visible sous la forme d'inclusion dans la fonte. Sa réactivité avec l'oxygène étant plus importante que celle du fer, il a également un rôle désoxydant (en complément du ferrosilicium et de l'aluminium).
Actuellement, l'essentiel de son utilisation se fait cependant en tant qu'élément d'alliage des aciers (70 % en 1996). 
Il est utilisé dans les aciéries, dans l'étape dite de la métallurgie en poche, qui vient après l'affinage au convertisseur. Plus l'ajout de manganèse se fait tard dans le processus d'affinage, plus le ferroalliage se doit d'être pur.

### Histoire de l'exploitation commerciale du ferromanganèse
Après le milieu du XIXe siècle, le ferromanganèse devient une ressource stratégique pour les producteurs d'acier qui l'achètent à bon prix. 
En France, les usines de Terrenoire, de Saint-Louis à Marseille et Montlucon développent (en précurseur mondial selon E truffaut) la métallurgie du manganèse, mais perdent rapidement leur avance par rapport à la concurrence étrangère, cà le qui aboutit à faillite de l'usine de Terrenoire et Montlucon qui en abandonne la production à l'apparition du procédé Thomas. Au xxe siècle, la France figure encore parmi les grands producteurs mondiaux d'alliages de manganèse, mais elle est dépourvue de ressources significatives ou faciles à exploiter en manganèse, il lui faut donc importer le minerai, qui a aussi été activement recherché en Afrique par le bureau industriel africain dans la grande région sahélienne et dans les colonies françaises durant la période coloniale. Ce cernier a eu une grande importance économique pour le port de Boulogne-sur-Meroù le minerai destiné à l'usine métallurgique de production de ferromanganèse installée dans le port même représentait les deux tiers des entrées du port en 1958 (440 000 t/an, puis 338 000 t en 1959 (dont 87 000 t importées du Maroc, 85 000 t des Indes, 65 000 du gisement de Poti en URSS, 43 000 t du Natal, et 9 000 du Mozambique). À cette même époque le ferromanganèse boulonnais était réexporté raffiné à raison de 49 000 t en 1957, 26 000 t en 1959 notamment aux États-Unis, en Italie et en Argentine.
Les ressources en minerai de manganèse étant inégalement réparties dans le monde, le ferromanganèse a fait et fait encore l'objet d'un marché international tendu, entre l'Afrique (Gabon principalement) et la Chine ; l'Afrique représentait en 2006 environ 85 % du total des importations chinoises. Si les tensions sur le marché deviennent trop fortes ou que les ressources minières s'épuisent, les industriels se tourneront probablement vers l'exploitation des nodules polymétalliques marins (ressource qui est aussi inégalement partagée). 

### En France
Un haut-fourneau en produit à Marseille en 1875. Selon E. Truffaut, en 1900, les hauts fourneaux de Saint-Louis étaient les seuls en France ; les hauts-fourneaux de Saint-Louis persistent jusqu'en 1906 puis transfèrent alors leur activité, sur les bords de la manche aux hauts fourneaux d'Outreau près du port de Boulogne-sur-Mer. Les Aciéries de Paris et d'Outreau deviendront la SFPO, rachetée en octobre 1999 par le groupe minier Comilog-France (propriétaire de la mine de Moanda) contrôlé par Eramet à partir de 1997), toujours pour y produire du ferromanganèse. Le dernier four de Comilog-Boulogne ferme en 2003.
Ce transfert de la métallurgie du ferromanganèse du sud vers le nord de la France s'explique par le fait que les aciéries françaises tendaient à se déplacer vers la Lorraine et le nord près des bassins miniers et/ou de gisements de fer. Un nouveau site de production industrielle de ferromanganèse a donc été recherchée dans le nord de la France, près d'un grand port situé entre la Manche et de la Mer du nord ; c'est l'origine du site d'Outreau et de ses hauts fourneaux.

## Intérêt archéologique
Le ferromanganèse est présent dans les colorants utilisés par l'Homme préhistorique, dans l'art pariétal et sur ou dans les poteries (car contenu naturellement dans de nombreuses argiles). Depuis les Âges du fer, la sidérurgie transforme des minerais plus ou moins riches en oxydes de fer et manganèse en métal, laissant des scories et d'autres traces que les archéologues doivent interpréter au mieux sur les sites de production. 
La bonne connaissance des processus d'oxydation, corrosion et autres altérations/transformation des métaux ferreux (notamment dans le sol, l'eau ou les sédiments) est nécessaire aux archéologues et à l'archéométrie parce que l'Homme a beaucoup utilisé les composés du fer et/ou du manganèse.

## Toxicité, écotoxicité et pollutions
La toxicité du ferromanganèse est connue depuis 1837. Elle varie selon la durée et l'importance (exposition aiguë et/ou chronique) et selon la forme physique (nano- ou micro-particule, gaz, poussière) et chimique (forme organique ou inorganique) du polluant et selon le type de contamination (inhalation, ingestion, passage percutané, etc.).
Il est l'un des indices ou traceur de pollution d'origine métallurgique dans de nombreuses friches industrielles et certains « technosols » d’où il peut recontaminer le réseau trophique ou l’eau.
Au delà d'une certaine dose, il a des effets toxiques (neurotoxiques principalement, avec un syndrome parkinsonien) et écotoxiques. 
Il peut ainsi poser problème pour les organismes et humains vivant près d'anciens sols industriels, sur de tels sites ou à proximité des usines de raffinage et production d'alliages en activité ,. Les émissions gazeuses et panaches de poussières et fumées sont aussi une source de contamination de l'eau, de l'air, des sols, des écosystèmes et d'exposition d'animaux ou humains à un éventuel excès de manganèse, chez les travailleurs ou les enfants des environs  Les particules ultrafines de manganèse peuvent gagner le cerveau, dont en migrant le long du nerf olfactif (expérimentalement démontré chez le rat). L'un des symptômes visibles est un trouble de l'équilibre postural.
En 1997, une étude norvégiennes basée sur l'étude de la mortalité cardiovasculaire et de l'occurrence des cas de mort subite dans une cohorte de 14 730 travailleurs (hommes) de 12 usines de ferro-alliages employés pour la première fois de 1933 à 1990 et pendant au moins 6 mois a montré que si la mortalité pour causes cardiovasculaire n'a pas globalement augmenté chez ces employés, le risque de mort subite s'est significativement accru, de même que le risque d'hypertension pathologique. 
L'exposition au ferromanganèse (FeMn) et silicomanganèse (SiMn) des travailleurs de four était associé à une mortalité par mort subite significativement augmentée avec la durée de la période d'emploi. Le risque de mourir de 3 maladies liées à l'hypertension (maladies cérébrovasculaires, rénales et hypertension) augmentait de même avec la durée d'exposition, et de manière identiques chez les personnes exposées au ferrosilicium et/ou au silicomanganèse. Ni le tabagisme ni la consommation d'alcool n'ont été associés à ce risque spécifique de mortalité accrue.